# Елізабет Вейр
Елізабет Вейр (англ. Elizabeth Weir) — вигадана персонаж в науково-фантастичних телесеріалах «Зоряна брама: SG-1» та «Зоряна брама: Атлантида, яку зіграла акторка Торрі Гіґґінсон, крім двох серій — «Загублене місто. (Зоряна брама: SG-1) Частина 1 та 2». В цих епізодах роль Елізабет Веїр зіграла Джесіка Стін.
Американська дипломат, перша цивільна керівник КЗБ і перша керівник Експедиції на Атлантиді.

## Біографія
Володарка двох докторських ступенів докторка Вейр вільно говорить 5 мовами; викладала політологію в Університеті Джорджтауна, за її плечима — служба в посольствах по всьому світу.

### Зоряна брама: ЗБ-1
Перш ніж зв'язатися з програмою «Зоряна брама», Елізабет Вейр працювала дипломаткою і була противницею будь-якої мілітаризації та воєнних заходів. Вейр була пов'язана з ООН і брала участь у переговорах між різними країнами. 
Після обрання президентом Генрі Гейса останній вирішив провести реорганізацію КЗБ (Командування Зоряних Брам) і відправив у відставку Джорджа Гаммонда, призначивши замість нього Елізабет Вейр. Гейс вказав, що її дипломатичні здібності, а також протистояння з військовими зроблять її хорошою керівницею. Віцепрезидент Роберт Кінсі хотів взяти Вейр під свій контроль, але та не підкорилася йому. Спочатку персонал КЗБ і загін ЗБ-1 не довіряли їй, але після того як вона себе зарекомендувала під час нападу Анубіса, Вейр змогла розташувати їх до себе. 
На початку свого керівництва координувала дії по боротьбі з Анубісом, а після його розгрому вела переговори (за сприянням Даніела Джексона) з Системними лордами. Крім цього, вона відпустила Саманту Картер і Тіл'ка в галактику Азгардів для пошуку Тора, щоб той витягнув знання Древніх з Джека О'Нілла.

### Зоряна брама: Атлантида
Вейр недовго пробула на посаді керівниці КЗБ і скоро поступилася посадою Джеку О'Ніллу. Потім вона вирушила на знайдений в Антарктиді аванпост Древніх і очолила його персонал. Коли Джексон знайшов адресу Атлантиди, Вейр переконала представників різних країн організувати туди експедицію, також за її наполяганням до її складу був включений Джон Шеппард.
Спочатку Вейр зберігала дружні відносини з Міжнародним Наглядовим Комітетом, але після того, як з Атлантидою був налагоджений постійний контакт, і військові, і МНК стали більше тиснути на неї, вимагаючи більшої ролі в управлінні містом та проєктом. Особливо такі спроби почастішали після невдалого рішення Вейр укласти союз з одним з вуликів рейфів, що мало не дозволило їм захопити місто. МНК навіть відкликав її на Землю для звіту, а на третій рік перебування на своєму посту ВПС США хотіли зняти її з посади, але за сприянням Джека О'Нілла вона залишилася.
З часом експедиція стала для Елізабет Вейр чимось більшим, ніж просто робота, вона почала ставитися до неї як до свого дітища. Одного разу вона навіть сказала Деніелю Джексону, що хотіла б залишитися в Атлантиді на все життя. Після того, як група Древніх попросила повернути їм Атлантиду, експедиція покинула місто і була розпущена. Вдома Вейр навіть почала писати мемуари, хоча і знала, що ніхто їх не прочитає. Коли вона дізналася, що асуранці атакували Атлантиду, вона приєдналася до загону землян і повернулася назад в галактику Пегас. 
Під час контакту з асуранцями Вейр була заражена найнітами (з цих мікрочастинок й існували асуранці), і хоча вони були деактивовані, вони все одно залишилися в її тілі.
Після того, як супутник асуранців атакував Атлантиду, експедиція землян була змушена перемістити літаюче місто, але під час зльоту промінь реплікаторів пошкодив вежу-шпиль Атлантиди. Вейр була серйозно поранена і могла загинути, але Родні Маккей реактивував найніти, що вилікували її. Пізніше Вейр супроводжувала загін Шеппарда під час нальоту на Асуран з метою захоплення МНТ. Під час цієї операції Вейр була захоплена Оберотом, лідером асуранців. Як сказала потім реплікаторка Дженніфер Келлер, Оберот вбив Елізабет, розпустивши її найніти, оскільки бачив у ній серйозну супротивницю. 
Однак загинуло лише її тіло, свідомість збереглася і пізніше була поміщена в одне з тіл. З часом Елізабет Вейр стала лідеркою однієї з фракцій асуранців, що шукала Вознесіння, як і Древні. Інші реплікатори влаштували на них гоніння, і групі Вейр довелося переховуватися. Після знищення планети асуранців об'єднаними силами землян, рейфів і кочівників, Вейр і її прихильники змогли займатися підготовкою до Вознесіння уже без побоювання за своє життя.
Вейр намагалася переконати вцілілих асуранців, що вони досягнуть Вознесіння лише через медитацію, роздуми тощо. Вона не врахувала, що вони - реплікатори, тому, хоча й володіють свідомістю, але піднестися не можуть. Врешті один з її прихильників зміг розробити пристрій, який би зруйнував їх тіла і перенес би їх свідомість у підпростір. Всі погодилися з ним, але як виявилося, це було грубою помилкою, яку вже не можна було виправити. 
В останній надії Вейр прибула в Атлантиду і вселилася в один з комп'ютерів, прохаючи допомоги у землян, а пізніше самовільно створила тіло для себе. Інші теж зробили собі тіла, після чого захотіли захопити Атлантиду. Вейр переконала їх не робити цього і разом з Джоном заманила їх у пастку у відкритий космос, де найніти були заморожені вакуумом. На жаль, була заморожена і Вейр, яка першою ступила в зоряну браму.

## Приватне життя
На Землі в Елізабет залишилася найближча людина (якщо не вважати її собаки Седжвік): чоловік на ім'я Саймон Воллес. Повернувшись майже через рік на Землю, вона дізнається, що за час її відсутності Саймон зустрів іншу.

## Альтернативні версії
В альтернативній реальності вся експедиція загинула в результаті затоплення Атлантиди, через що вийшов з ладу щит. Вейр, Джон Шеппард і Радек Зеленка змогли покинути місто на падл-джампері. Проте Елізабет випадково перемістилася в часі до моменту облоги Атлантиди рейфами. Вейр постала перед Вищою Радою Древніх і попросила їх повернути її назад з МНТ, проте Древні вирішили, що це змінить хід часу, і відмовили їй. Один із Древніх, Янус, зміг розрахувати, що якщо міняти МНТ кожні 3 300 років, то їх енергії вистачить на підтримку щита. Він запрограмував камеру стазісу для Вейр і помістив її туди. Через 10 000 років, в Атлантиду прибула «наша» експедиція, яка і виявила заморожену Елізабет. Постаріла Вейр розповіла землянам свою історію і передала листок з адресами планет, на яких повинні бути МНТ, після чого померла.

## Цікаві факти
- Спочатку Вейр грала Джесіка Стін, але в 1 сезоні «Атлантиди» і 8 сезоні «ЗБ-1» її вже грала Торрі Гіггінсон.
- Поряд з Родні Маккеєм, Джоном Шеппардом, Тейлою Еммаган, Самантою Картер, Радеком Зеленкою, Чаком і Волтером Гарріманом, вона є однією з восьми персонажів, які з'являлися у всіх п'яти сезонах т/с Зоряна брама: Атлантида.